# PGC 16787
LEDA/PGC 16787 (NGC 1796B-1) ist eine Spiralgalaxie vom Hubble-Typ Sbc im Sternbild Dorado am Südsternhimmel. Sie ist schätzungsweise 249 Millionen Lichtjahre von der Milchstraße entfernt und hat einen Durchmesser von etwa 85.000 Lichtjahren. Gemeinsam mit PGC 16789 (NGC 1796B-2) bildet sie ein interagierendes Galaxienpaar.